# Nationaldemokratiska partiet (Egypten)
Nationaldemokratiska partiet,  NDP  (arabiska: الحزب الوطني الديمقراطى) var ett Egyptiskt regeringsparti som dominerade landets politik i över tre decennier. Partiet grundades 1978 av landets dåvarande president Anwar Sadat och 1981 togs partiledarskapet över av Hosni Mubarak. NDP var medlemmar av Socialistinternationalen från 1989 fram tills 2011 då de uteslöts i samband med protesterna i Egypten 2011. Den 5 februari 2011 avgick Mubarak som partiledare, samtidigt som hans son Gamal Mubarak lämnade partistyrelsen.
Partiet upplöstes den 16 april 2011 av den egyptiska domstolen och dess tillgångar överfördes till staten.

### Fotnoter
1. ↑  For a new course in Egypt Socialistinternationalen 29 januari 2011
2. ↑  ”BBC News - Egypt: Mubarak's former ruling party dissolved by court”. Bbc.co.uk. 16 april 2011. http://www.bbc.co.uk/news/world-middle-east-13105044. Läst 19 april 2011.